# Universidad de Shiraz
La Universidad de Shiraz (persa: دانشگاه شيراز), conocida antes como la Universidad Pahlaví, es una universidad pública que se encuentra en la ciudad de Shiraz, capital de la provincia iraní de Fars.
Actualmente la Universidad de Shiraz tiene alrededor de 20.000 estudiantes, y cuenta con 200 programas a nivel licenciatura, 300 programas a nivel maestría, un programa de grado profesional (Doctor de Medicina Veterinaria) y 150 programas a nivel doctorado.

## Historia
Los orígenes de la Universidad de Shiraz se remontan a 1946, cuando se estableció un colegio técnico cuyo objetivo era entrenar especialistas en medicina con un programa académico de cuatro años de duración. Inicialmente llamado "Instituto Superior de Salud", pasó a ser una escuela médica en 1950. Hacia 1953 se establecen la Escuela Namazi de Enfermería y las facultades de agricultura, artes y ciencias. En 1954, con las facultades de ingeniería y medicina veterinaria agregadas, la escuela es elevada al estatus universitario, y fue nombrada Universidad Pahlavi, en honor a la casa reinante. Otras facultades que se fueron agregando subsecuentemente fueron la Escuela Dental, la Escuela de Posgrado y el Colegio de Electrónica en 1969, odontología en 1970, y las facultades de leyes y educación en 1977.
La Universidad de Pensilvania tuvo una particular influencia en las instituciones y departamentos de la Universidad Pahlavi dado que varios profesores de la primera institución fueron enviados a impartir clases así como a desarrollar investigación en la Universidad Pahlavi.
Varios cambios drásticos se registraron a lo largo de todas las universidades iraníes tras la Revolución Islámica de 1979. El nombre de la universidad fue inmediatamente cambiado al de Universidad Shiraz. En 1986 el Ministerio Iraní de Salud, Tratamiento y Educación Médica tomó control de las facultades y departamentos en medicina y creó la "Universidad de Shiraz de Medicina" como institución aparte.
- Datos: Q2001798
- Multimedia: Shiraz University / Q2001798